# The Studio Album Collection 1991 - 2011
The Studio Album Collection 1991 - 2011 è una compilation di sei dischi, uscita in esclusiva per iTunes, dei Red Hot Chili Peppers che comprende tutte le tracce degli album: Blood Sugar Sex Magik, One Hot Minute, Californication, By the Way, Stadium Arcadium e di I'm With You.

## Tracce
1. Disco 1: Blood Sugar Sex Magik 
  1. The Power of Equality – 4:04
  2. If You Have to Ask – 3:36
  3. Breaking the Girl – 4:56
  4. Funky Monks – 5:23
  5. Suck My Kiss – 3:37
  6. I Could Have Lied – 4:05
  7. Mellowship Slinky in B Major – 4:00
  8. The Righteous & the Wicked – 4:08
  9. Give It Away – 4:43
  10. Blood Sugar Sex Magik – 4:31
  11. Under the Bridge – 4:24
  12. Naked in the Rain – 4:26
  13. Apache Rose Peacock – 4:42
  14. The Greeting Song – 3:13
  15. My Lovely Man – 4:39
  16. Sir Psycho Sexy – 8:17
  17. They're Red Hot – 1:12 (Robert Johnson)
2. Disco 2: One Hot Minute
  1. Warped – 5:04
  2. Aeroplane – 4:45
  3. Deep Kick – 6:33
  4. My Friends – 4:02
  5. Coffee Shop – 3:08
  6. Pea – 1:47
  7. One Big Mob – 6:02
  8. Walkabout – 5:07
  9. Tearjerker – 4:19
  10. One Hot Minute – 6:23
  11. Falling Into Grace – 3:48
  12. Shallow Be Thy Game – 4:33
  13. Transcending – 5:46
3. Disco 3: Californication
  1. Around the World – 3:58
  2. Parallel Universe – 4:30
  3. Scar Tissue – 3:37
  4. Otherside – 4:15
  5. Get on Top – 3:18
  6. Californication – 5:21
  7. Easily – 3:51
  8. Porcelain – 2:43
  9. Emit Remmus – 4:00
  10. I Like Dirt – 2:37
  11. This Velvet Glove – 3:45
  12. Savior – 4:52
  13. Purple Stain – 4:13
  14. Right on Time – 1:52
  15. Road Trippin' – 3:25
4. Disco 4: By the Way
  1. By the Way – 3:37
  2. Universally Speaking – 4:19
  3. This Is the Place – 4:17
  4. Dosed – 5:12
  5. Don't Forget Me – 4:37
  6. The Zephyr Song – 3:52
  7. Can't Stop – 4:29
  8. I Could Die for You – 3:13
  9. Midnight – 4:55
  10. Throw Away Your Television – 3:44
  11. Cabron – 3:38
  12. Tear – 5:17
  13. On Mercury – 3:28
  14. Minor Thing – 3:37
  15. Warm Tape – 4:16
  16. Venice Queen – 6:08
5. Disco 5: Stadium Arcadium
  1. Disco 1: Jupiter
    1. Dani California – 4:42
    2. Snow (Hey Oh) – 5:34
    3. Charlie – 4:37
    4. Stadium Arcadium – 5:15
    5. Hump de Bump – 3:33
    6. She's Only 18 – 3:25
    7. Slow Cheetah – 5:19
    8. Torture Me – 3:44
    9. Strip My Mind – 4:19
    10. Especially in Michigan – 4:01
    11. Warlocks – 3:25
    12. C'mon Girl – 3:48
    13. Wet Sand – 5:09
    14. Hey – 5:39

  2. Disco 2: Mars
    1. Desecration Smile – 5:01
    2. Tell Me Baby – 4:07
    3. Hard to Concentrate – 4:01
    4. 21st Century – 4:22
    5. She Looks to Me – 4:06
    6. Readymade – 4:30
    7. If – 2:52
    8. Make You Feel Better – 3:51
    9. Animal Bar – 5:25
    10. So Much I – 3:44
    11. Storm in a Teacup – 3:45
    12. We Believe – 3:36
    13. Turn It Again – 6:06
    14. Death of a Martian – 4:24
6. Disco 6: I'm With You
  1. Monarchy of Roses – 4:12
  2. Factory of Faith – 4:22
  3. Brendan's Death Song – 5:40
  4. Ethiopia – 3:51
  5. Annie Wants a Baby – 3:41
  6. Look Around – 3:28
  7. The Adventures of Rain Dance Maggie – 4:43
  8. Did I Let You Know – 4:22
  9. Goodbye Hooray – 3:53
  10. Happiness Loves Company – 3:33
  11. Police Station – 5:36
  12. Even You Brutus? – 4:01
  13. Meet Me at the Corner – 4:22
  14. Dance, Dance, Dance – 3:46